# Министерство финансов Ирландии
Министерство финансов Ирландии несет ответственность за управление государственными финансами в Республике Ирландия и все полномочия, обязанности и функции, связанные со сбором и расходованием доходов Ирландии от любого источника пополнения.

## Отделы
- Отдел управления финансовыми услугами — имеет дело с политикой и законодательством в области регулирования сектора финансовых услуг и стабильности финансовой системы
- Экономический отдел (бюджетного налогообложения) — имеет дело с общей бюджетной политикой, налоговой политикой, экономической политикой и прогнозированием
- Секторальный отдел политики — имеет дело с отраслевым политическим консультированием и разработкой политики в сочетании с соответственными министерствами, а также по вопросам государственных управления расходами
- Отдел общественных служб управления и развития — занимается общественной модернизацией общественных служб